# Trenitalia France
Trenitalia France is de naam van de spoorwegonderneming die sinds december 2021 de hogesnelheidstrein Frecciarossa uitbaat tussen Parijs, Lyon en Milaan. Het is de Franse dochter van het Italiaanse spoorbedrijf Trenitalia.Tussen 2011 en eind 2021 heette het bedrijf Thello en exploiteerde het onder die naam een aantal klassieke treindiensten tussen Frankrijk en Italië.

## Geschiedenis
Het bedrijf Thello werd in 2011 opgericht als joint-venture tussen de Italiaanse nationale spoorwegmaatschappij Trenitalia en het Franse transportconcern Transdev. In 2016 werden de aandelen van Transdev (33%) verkocht aan Trenitalia, die daarmee volledig eigenaar werd van Thello.
Thello exploiteerde de nachttrein Parijs - Venetië (Stendhal), en een jaar (2012-2013) ook de nachttrein Parijs - Rome (Palatino). In 2014 startte Thello een klassieke dagtrein tussen Marseille, Nice en Milaan, op dezelfde route als de vroegere Ligure.
De nachttrein Parijs - Venetië werd bij het uitbreken van de coronapandemie in maart 2020 stilgelegd, en is later nooit meer heropgestart. De trein Nice - Milaan reed voor het laatst op 30 juni 2021.

Logo van het oude Thello
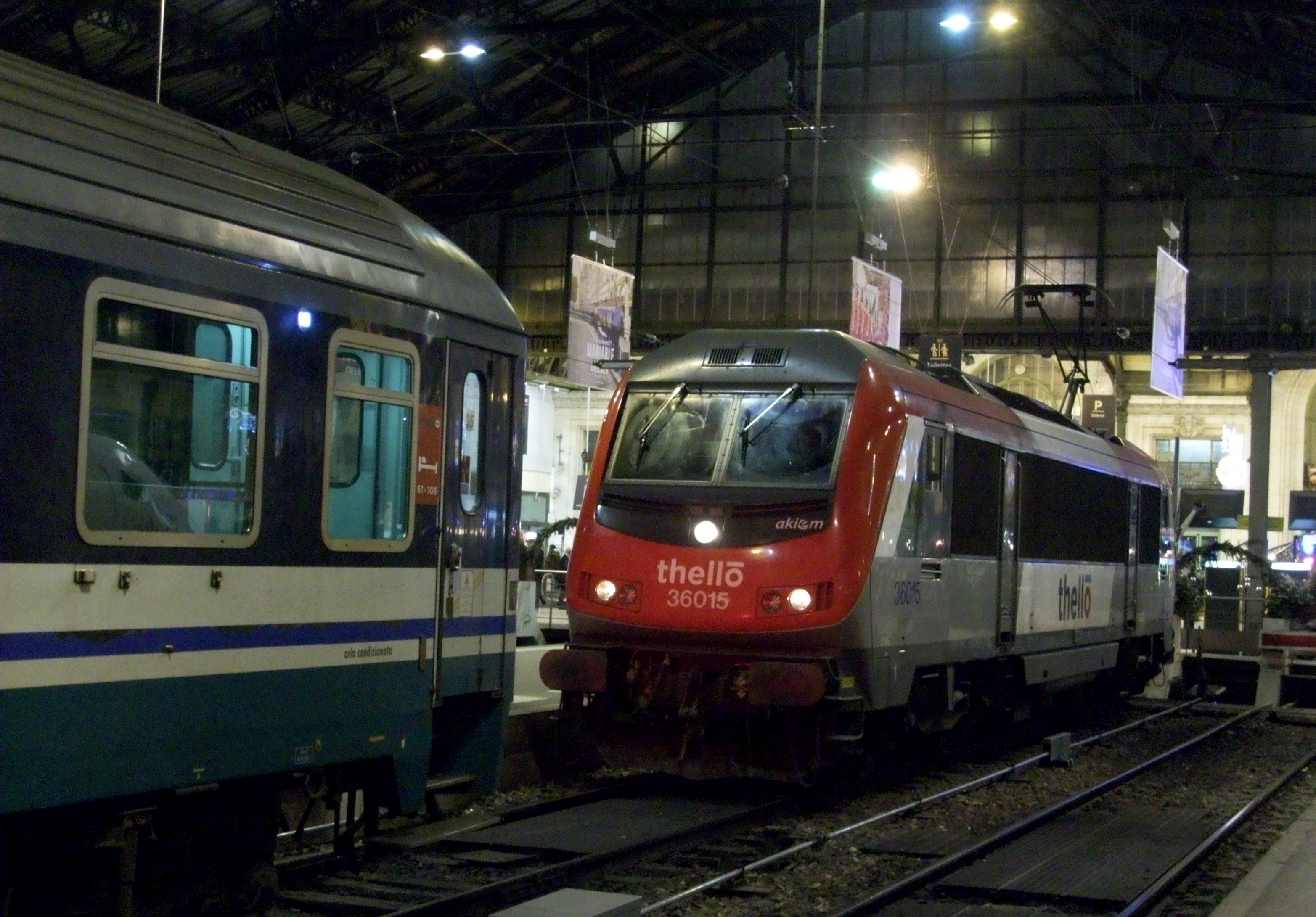
Thello in Paris-Gare de Lyon, 2014